# Федір Лобода
Федір Лобода (р.н.невідомий — 1666) — переяславський полковник (1648 — 53), генеральний суддя (1654 — 55; 1658 — 59).

## Життєпис
Належав до українського шляхетського роду з Переяславщини. Випускник Києво-Могилянського колегіуму. Побудував у Переяславі Свято-Михайлівську церкву. Йому належало спадково с. Сошників на Київщині. Брав участь у Конотопській битві проти Московії. 1659, як член військової старшини гетьмана Виговського, схоплений московитами. Помер у московському полоні (на засланні). 

## Родина
Був онуком гетьмана Григорія Лободи. Його власний син Іван Федорович — значковий товариш Переяславського полку.